# Radboud d'Utrecht
Pour les articles homonymes, voir Radbod (homonymie).
Radboud (circa 850 – Ootmarsum, 29 novembre 917) ou Radbod est un évêque d'Utrecht de 899 à 917. Sa fête est le 29 novembre et le 25 juin on commémore la  translation de son corps.
Son nom a été donné à l'université catholique de Nimègue.

## Sa vie
Radboud est né vers le milieu du IXe siècle d'une importante famille franque de la région de Namur.

Sa mère d'origine frisonne descendait du roi frison Radbod (mort en 719).

Radboud commence ses études sous la garde de son oncle maternel Gunthar (Günther), archevêque de Cologne 850-1863. Après 863, Radboud étudie à l'école de la cour du roi de Francie occidentale Charles le Chauve (843-877), et devient vicaire de ce roi. Après la mort du roi, il se fait probablement moine bénédictin au monastère de Saint-Martin à Tours. Avec la permission de l'empereur Arnulf de Carinthie (887-899), Radboud est choisi évêque d'Utrecht en 899. Utrecht ayant été dévasté par les Vikings, Radboud, comme son prédécesseur, siège à Deventer.

## L'évêque
Comme évêque, Radboud était le représentant du pouvoir franc oriental des Pays-Bas du Nord, alors possession du Duché de Lorraine. Quand, en 911, ce duché passe aux mains du royaume ouest-franc, Radboud ne sait pas bien choisir entre l'ancien roi et le nouveau et il écrit des notes critiques sur le rôle politique des évêques. Vers 914-915 il va à Rome pour faire arbitrer par le pape Jean X (914-928) un conflit avec comte Meginhard de Hamaland.
Radboud préparant le retour du siège à Utrecht, meurt avant de réaliser ce projet. Il est enterré dans la Grande ou Lebuïnuskerk de Deventer. Il avait lui-même nommé son successeur Balderik.
Pendant le Moyen Âge, la vénération de Radboud était limitée à l'évêché d'Utrecht.

## Ses écrits
On impute à Radboud (mais ce n'est pas toujours avec certitude) quelques écrits mineurs, surtout des Vies de saints en prose ou en vers : la Vie des missionnaires anglo-saxons Boniface de Mayence (en prose), Suitbert de Werth et Lebuïnus (sermons et vers). On lui attribue aussi des sermons sur la vierge Amalberga, (VIIe – VIIIe siècle) et sur saint Servais de Tongres, évêque de Maastricht. Il a écrit des livres de poésie sur saint Martin de Tours, patron du monastère de Tours et patron d'Utrecht. On n'a gardé de lui qu'un seul écrit profane, le poème De hirundine (L'hirondelle). Ce poème date peut-être de son temps d'étudiant et il pourrait être le plus ancien poème des Pays-Bas.
La vie de Radboud est connu de chroniques, d'actes et de ses propres écrits, mais aussi d'une Vie du Saint, probablement écrite entre 962 et 975 par un chanoine d'Utrecht. Selon cette Vie, Radboud aurait composé des chants religieux, qui n'ont pas été sauvegardés.

## Saint Patron
Aux Pays-Bas, Radboud est le patron de la recherche scientifique catholique. En 1905 a est créée la Fondation Saint-Radboud, qui a pour but la stimulation de l'enseignement catholique universitaire aux Pays-Bas et notamment la fondation d'une  université catholique. L'Université catholique de Nimègue a été ouverte en 1923; celle-ci ouvre en 1956 l'Hôpital Saint-Radboud. Pour exprimer l'unité organique avec l'hôpital, l'université adopte au 1er septembre 2004 le nom de Radboud Universiteit Nijmegen.

### Sources
- (nl) Cet article est partiellement ou en totalité issu de l’article de Wikipédia en néerlandais intitulé « Radboud (bisschop) » (voir la liste des auteurs).